# Banja (obwód Płowdiw)
Banja (bułg. Баня) – miasto w Bułgarii, w obwodzie Płowdiw i gminie Karłowo. W 2019 roku liczyło 3 139 mieszkańców.